# 栗原一貴
栗原 一貴（くりはら かずたか、1978年 - ）は、日本の情報科学者、津田塾大学教授。学位は博士（情報理工学）（東京大学・2007年）。2012年に「人の発話を遠隔から阻害する装置「SpeechJammer」で」塚田浩二とともにイグノーベル賞「音響学賞」を受賞した。

## 経歴
1978年、栃木県宇都宮市生まれ。1996年、栃木県立宇都宮高等学校卒業後、東京大学理科二類入学。2000年、東京大学工学部機械情報工学科卒業。2007年、東京大学大学院情報理工学系研究科コンピュータ科学専攻博士課程修了。同年、独立行政法人産業技術総合研究所研究員に就任し、2013年より主任研究員になった。2014年より津田塾大学学芸学部情報科学科准教授となった。2019年より津田塾大学学芸学部情報科学科教授になった。

## 研究
「物議を醸す情報システム開発」と称する研究スタイルが得意であるとしている。研究対象はヒューマンコンピュータインタラクション全般、エンタテインメントコンピューティング、および教育現場におけるICT技術の活用研究などである。

### スピーチ・ジャマー
イグ・ノーベル賞の受賞対象となった「SpeechJammer（スピーチ・ジャマー）」は、おしゃべりな人の音声を、1秒未満の遅れを加えてそのままスピーカーを通して返し、「おしゃべりを邪魔する仕組み」である。